# 黒井城の戦い
黒井城の戦い（くろいじょうのたたかい）は、安土桃山時代に織田信長の命を受けた明智光秀らが丹波国征討を目的に行った、赤井氏の堅城黒井城への攻城戦。天正3年（1575年）、天正7年（1579年）の2度に渡り行われた。

## 第一次黒井城の戦い

### 開戦までの経緯
永禄13年（1570年）3月、荻野直正の甥の赤井家当主・赤井忠家は上洛していた織田信長に拝謁し、服属した。信長はこれに対して氷上郡・天田郡・何鹿郡の丹波奥三郡を安堵した。
翌元亀2年（1571年）11月、但馬守護・山名祐豊の家臣で磯部城主の磯部豊直が氷上郡にあった足立氏の山垣城を攻撃した。氷上郡黒井城主である直正と忠家は山垣城へ救援に向かい、山名軍を撃退した。4年後の天正3年（1575年）に直正・忠家は但馬の竹田城を攻め、祐豊は信長に援軍を要請する。
この間に信長と対立した将軍・足利義昭より助力を求められた直正は、武田勝頼と連携して信長へ敵対行動を取っている。
天正3年（1575年）9月に越前一向一揆が一段落すると、同年10月、信長より荻野直正退治を命じられた明智光秀が丹波に侵攻した。

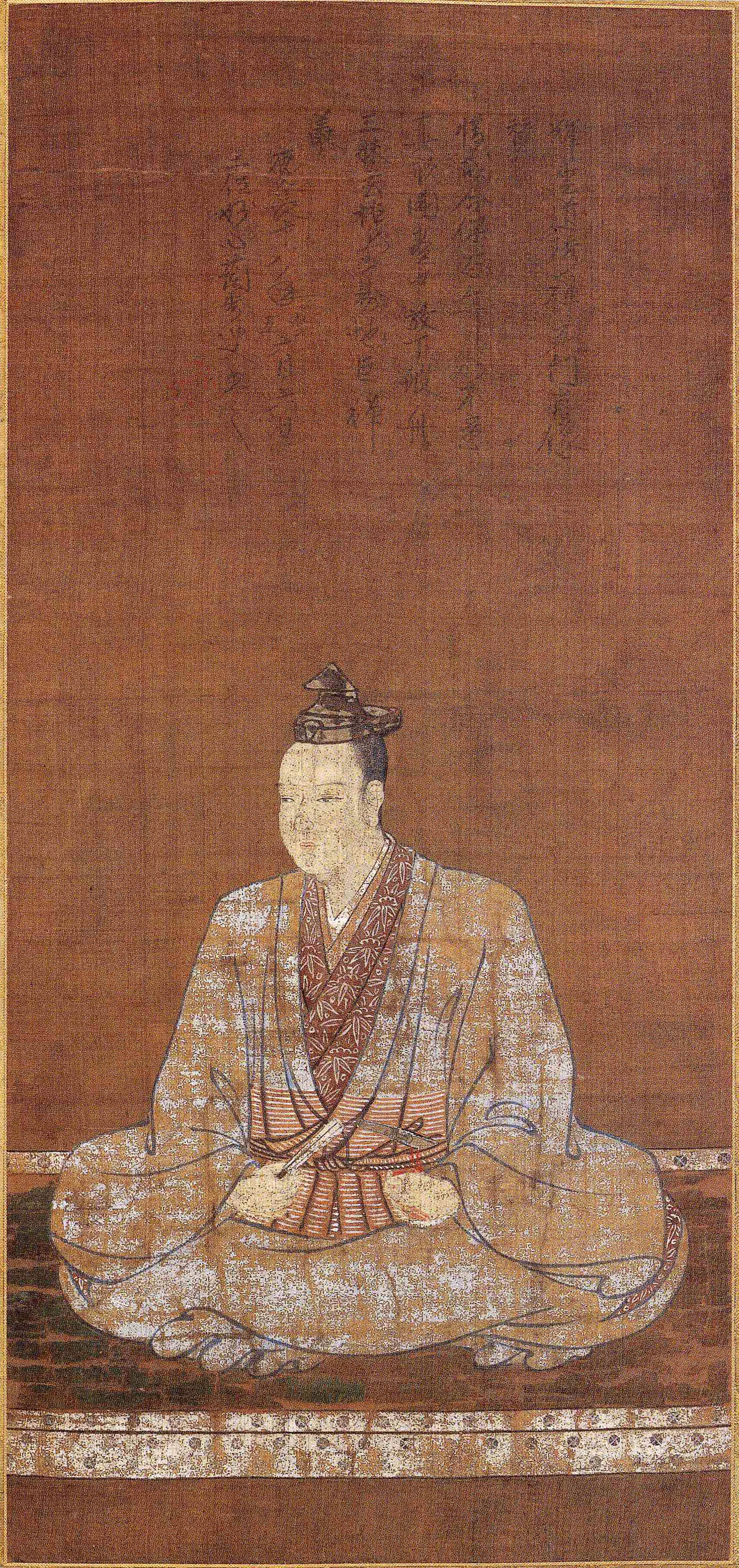
明智光秀画像

### 戦いの状況
光秀は越前より近江国坂本城に帰城し、戦の準備を整えて同年10月に出陣したと考えられている。この時直正は竹田城に居たか。明智光秀の動きを察知した直正は黒井城に帰還、臨戦態勢を整えた。10月1日に信長は、丹波国人の片岡藤五郎に朱印状を出して光秀への助力を命じており、多紀郡八上城の波多野秀治をはじめ、丹波国衆の過半は光秀方に付いていた。
光秀は黒井城の周囲に12、3か所の陣を築き、黒井城を包囲した。この頃の戦況は光秀に有利であり、この戦況について光秀は「城の兵糧は来春までは続かないで落城するであろう」と楽観しており、戦いは順調に推移していた（『八木豊信書状』）。しかし攻城戦開始後2か月以上が経過した翌天正4年（1576年）1月15日、波多野秀治軍が突如謀反を起こし明智軍の背後を攻撃してきたため、明智軍は退却することとなった。この戦いは丹波奥深くに誘い込んだ敵方を一気に殲滅する形となっており、「赤井の呼び込み軍法」と呼ばれている。
この戦いは秀治の裏切りにより勝敗がついたが、「呼び込み」という言い方は適切ではない。なぜこのような言い方が伝わったかについて、信長の朱印状にどう返事するか丹波国人衆が集まり協議を行い、「直正のみが信長の意向に従わない、他の国人衆は信長に従うので直正を討ち滅ぼしてほしい」という偽りの返事をしたのではないかと指摘されている。『籾井家日記』には「直正と秀治の間には密約があり予定の行動であった」という記載があるが、「その記述は信用できるものではない」と指摘されており、また「赤井、波多野両家は姻戚関係にあり、事前に密約があった可能性があるものの、はっきりした記録はない」とも指摘されている。

### 戦後の状況
敗れた光秀は1月21日に京都に入り、その後坂本城に帰還した。退却途中の1月18日、光秀は小畠永明に対し林某との軍事的連携や本拠の維持を命じ、同月29日付で信長は川勝継氏に対し、不利な状況で忠節を尽くしたことを賞している。2月18日、光秀は坂本城を出陣し丹波に入国したが、短期間で引き揚げた。この時、光秀に協力した曽根（京都府京丹波町）の農民たちに税の免除をし、論功行賞を行って荒木藤内の戦功を賞した。

## 第二次黒井城の戦いまでの経緯

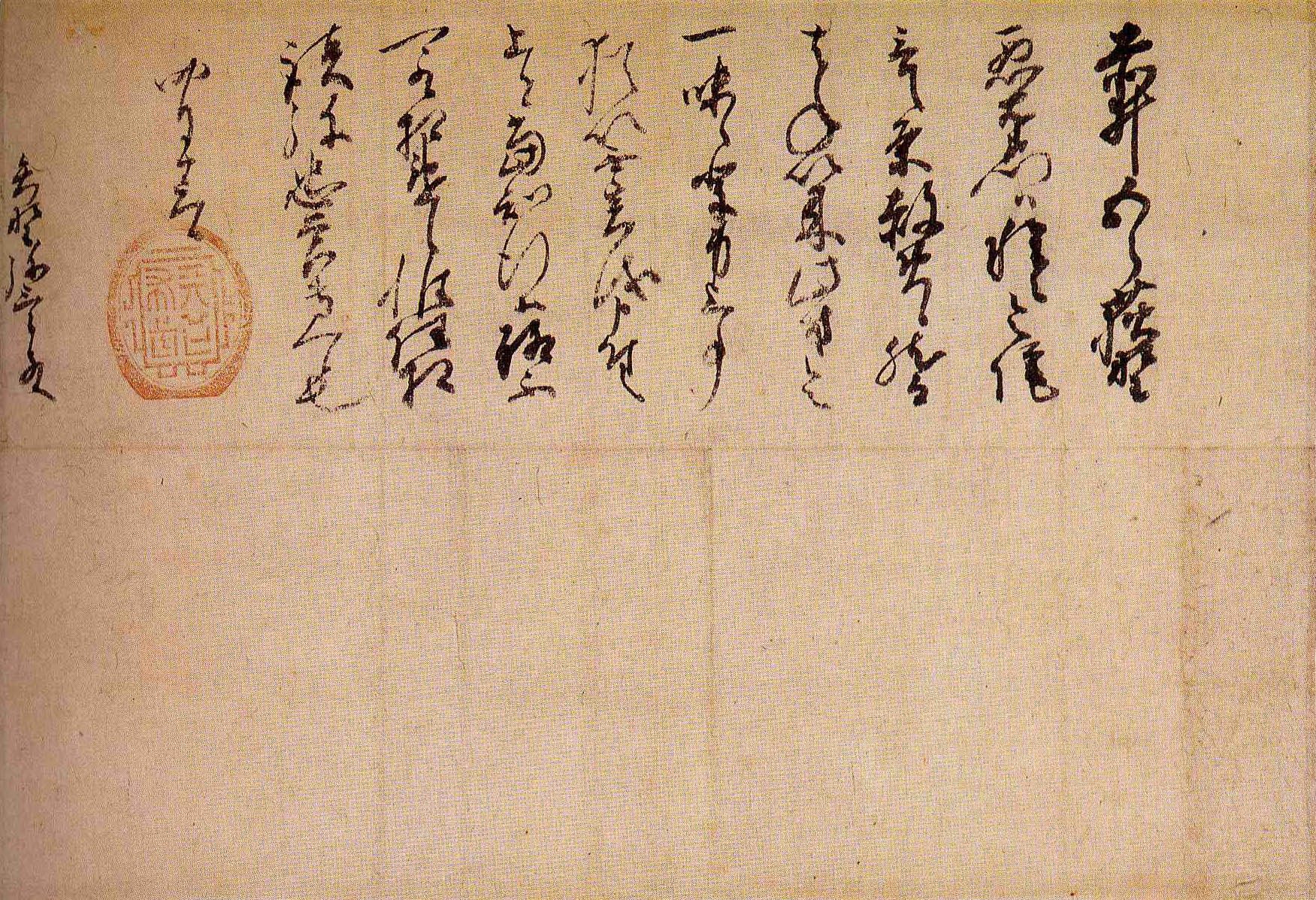
織田信長朱印状 / 兵庫県立歴史博物館蔵

この後、光秀は畿内を転戦し、石山本願寺攻め（天王寺の戦い）、雑賀攻め、信貴山城の戦いなどに出陣しており、丹波に集中出来る状況ではなかった。明智軍は必要に応じて駆り出される「遊撃軍団」だったと思われる。

一方、同年4月、黒井城の荻野直正・赤井忠家は信長に詫言を伝え、赦免されていた。天正4年（1576年）と推定される4月13日付で矢野弥三郎に宛てられた織田信長朱印状があり、直正・忠家が詫言を伝えてきたため赦免したと伝え、信長方に服属した者の身上は今までと変わらず、当知行も相違ないとする内容となる。矢野弥三郎は丹後国加佐郡におり、丹後に出兵したことのある直正の赦免が丹後の矢野氏にとって不利に働かないと伝えたものと考えられる。また、この朱印状により第一次黒井城の戦いの3か月後に直正らが織田氏と和睦していたことが分かる。

## 第二次黒井城の戦い

### 開戦までの経緯

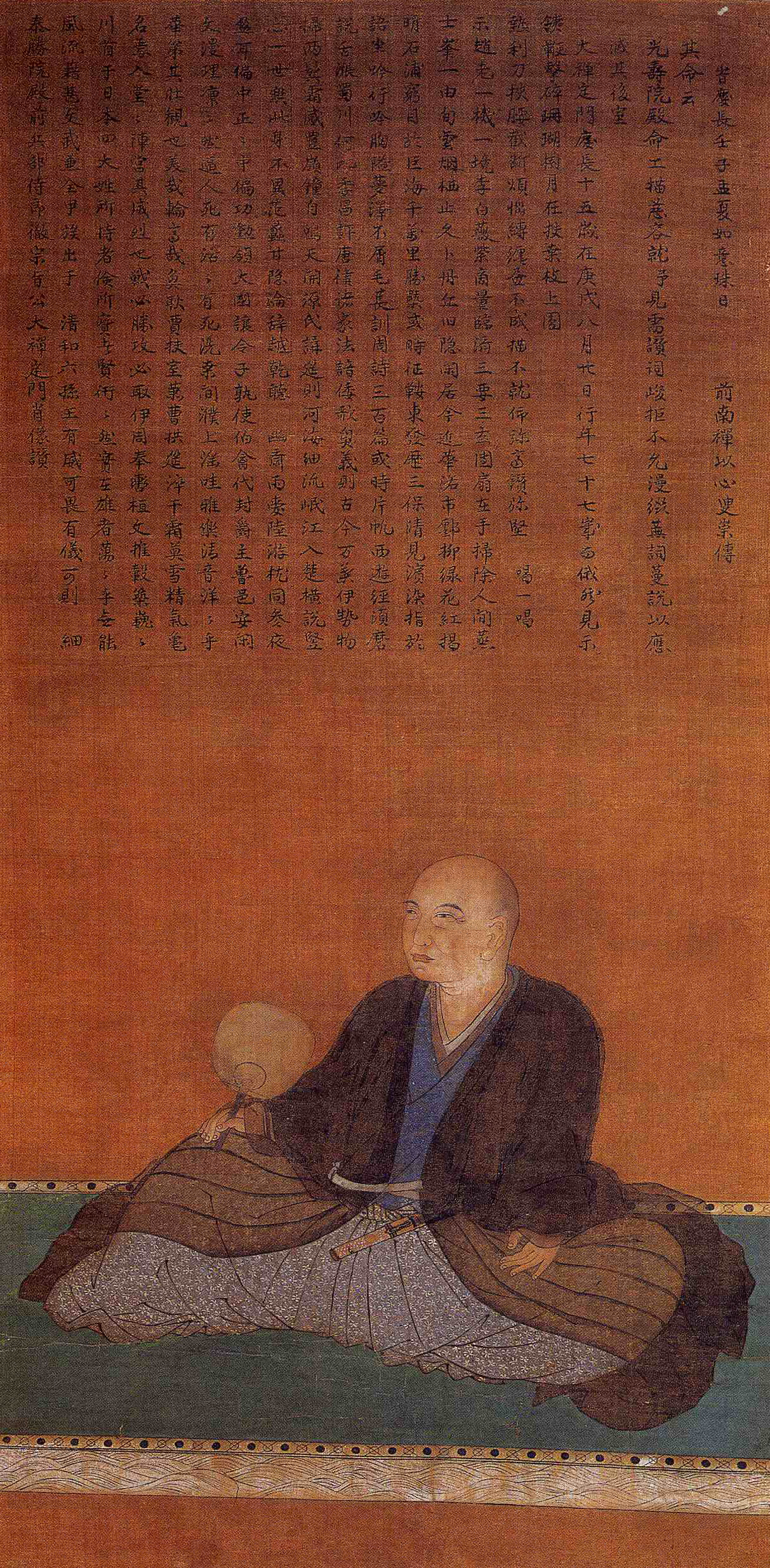
細川幽斎像

天正5年（1577年）1月には、光秀は丹波攻略の拠点となる亀山城（桑田郡）の築城を開始している。信貴山城の戦いが終了した同年10月、光秀は第二次丹波攻めを開始し、まずは多紀郡にある「籾井両城」（籾井城と安口城か）および多紀郡内の城11か所を落とした。光秀はこの攻撃により、荒木氏の城と波多野氏の城が残るのみになったと書状に記している。翌天正6年（1578年）3月4日、信長は細川藤孝に、信長自身の丹波出陣に備え、丹波国多紀郡や奥郡への道を整備するよう命じている。同年4月10日、光秀は滝川一益・丹羽長秀とともに、荒木氏綱の荒木城（細工所城）を落城させた。
この頃、赤井方では荻野直正が3月9日に病没していた。一説には首切り疔の病（化膿してできる腫れ物）ともされる。直正の死もあってか、この年より赤井氏は波多野氏との同盟を明確にし、光秀方と再び戦うようになる。
天正6年（1578年）2月、明智光秀は別所長治の離反への対応で播磨国に派遣されていたが（三木合戦）、同年9月より波多野氏の八上城攻めに着手し、多紀郡と氷上郡の郡境に金山城を築き、波多野氏と赤井氏の連携阻止を図っている。それと並行して、同年11月の伊丹有岡城の荒木村重の謀反にも対応した（有岡城の戦い）。12月には、小畠永明ら丹波国衆に任せていた八上城攻めに光秀自ら出向き、9月頃より始まっていた八上城の包囲をより厳重にして、徹底した兵糧攻めを行っている。翌天正7年（1579年）5月5日、八上城の支城である氷上城が落城し、6月1日には八上城も開城、波多野兄弟らは降伏した。
捕えられた波多野秀治、秀尚、秀香は、洛中を引き回された後、安土に護送され、信長の命により磔になった。6月後半に大和国に出陣していた光秀は7月に再び丹波に入国し、黒井城の攻城へと取り掛かった。

### 戦いの状況
赤井忠家軍は、第一次黒井城の戦いの時とは違い、波多野家からの援軍も無く、黒井城の支城もその多くが落城してしまい、兵力も激減していたと推測される。
戦いは8月9日早朝開始、光秀は敗北に終わった前回の攻略戦の反省を活かして慎重に攻め込み、仮想陣地に火をかけたり、ほら貝を吹いて混乱を装い、攻めると見せかけて退いたり、勢いに乗って追う黒井城兵を誘い込み挟撃したりと縦横無尽に攻撃した。その遊撃戦の最中、明智軍の四王天政孝隊が手薄になった千丈寺砦を攻め落とし、主曲輪に向けて総攻撃を仕掛けた。明智軍の誘導作戦で主曲輪には僅かな手勢しか置いておらず、赤井忠家も奮戦したが、最後は城に自ら火を放ち敗走する。この時の状況は「八月九日赤井悪右衛門楯籠り候黒井へ取懸け、推し詰め候ところ、人数をだし候。則ち、口童（口+童）と付け入るに、外くるはまで込み入り、随分の者十余人討ち取るところ、種々降参候て、退出」（『信長公記』）と記載されている。後一息で殲滅できるところでありながら、殲滅をしなかったのは、窮鼠猫を噛むの諺のように損害を出すのを嫌ったか、両者を取り持つ適当な仲介者が居た可能性もある。当時の合戦は、限られた地域内の住人が、敵味方になって戦う事が多く、地域・血縁で仲介役になる者が居る場合も多かった。

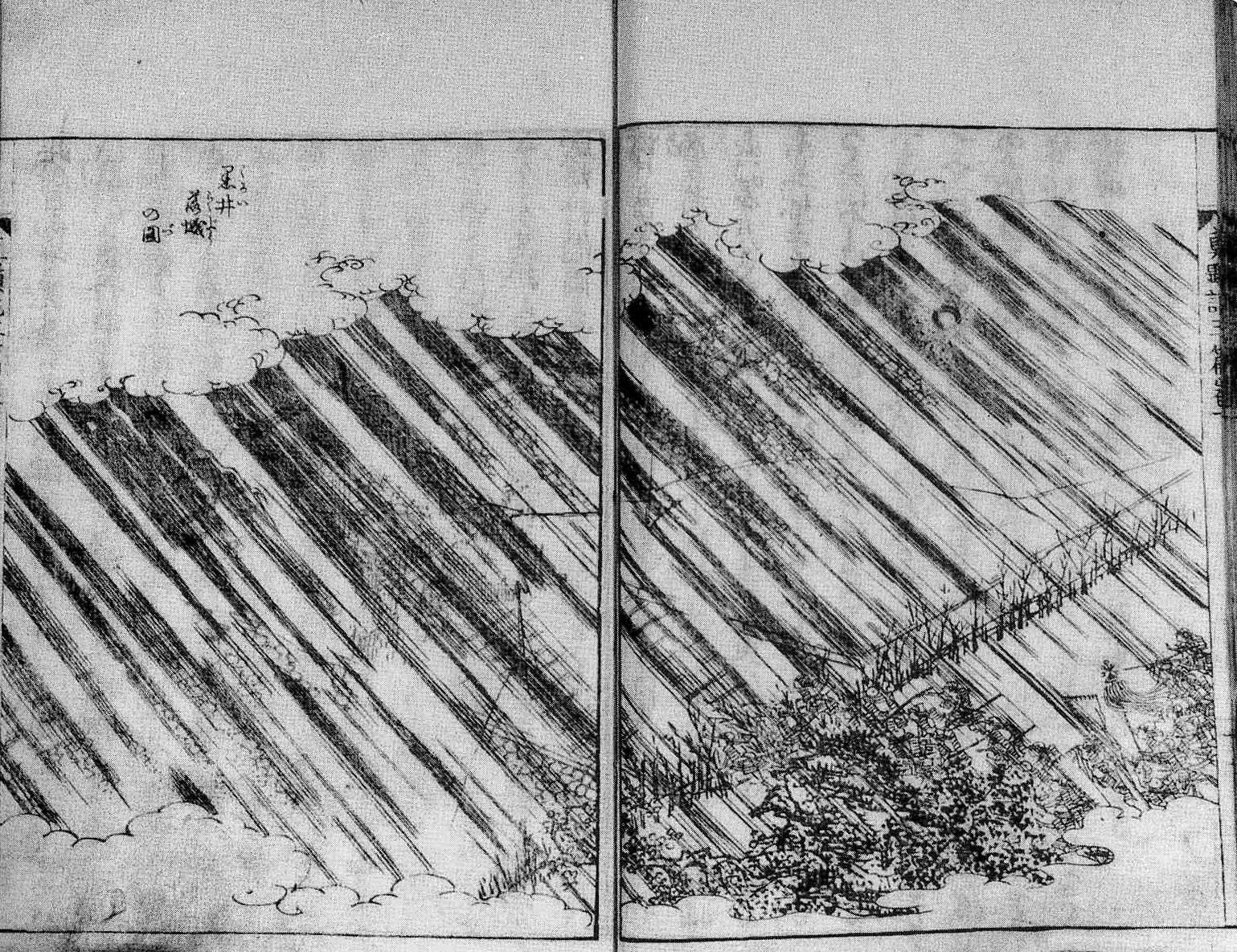
黒井落城の図/絵本太功記

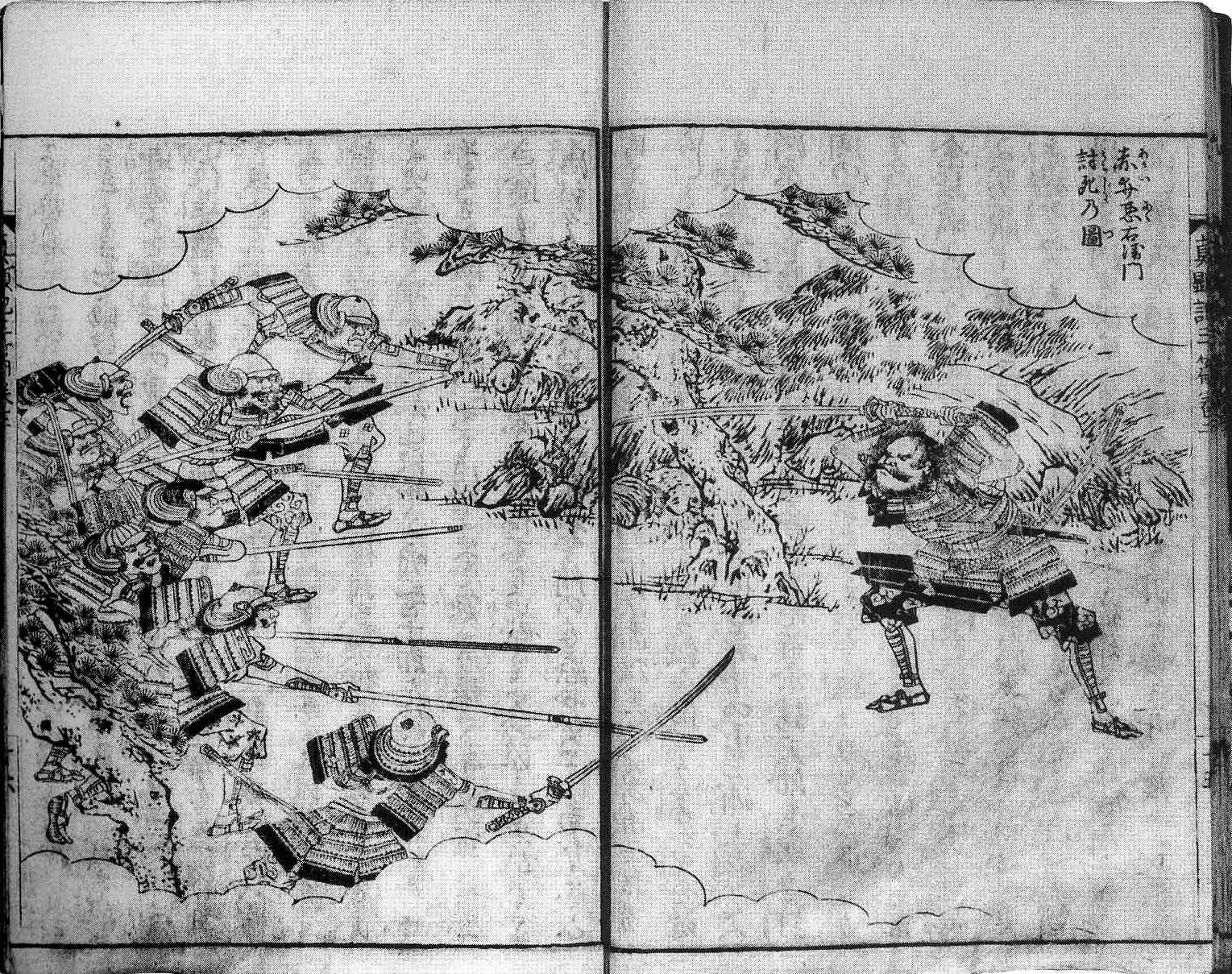
赤井悪右衛門討死の図/絵本太功記

### 戦後の状況
この戦いで、明智光秀率いる織田軍による丹波征討戦は事実上終了した。

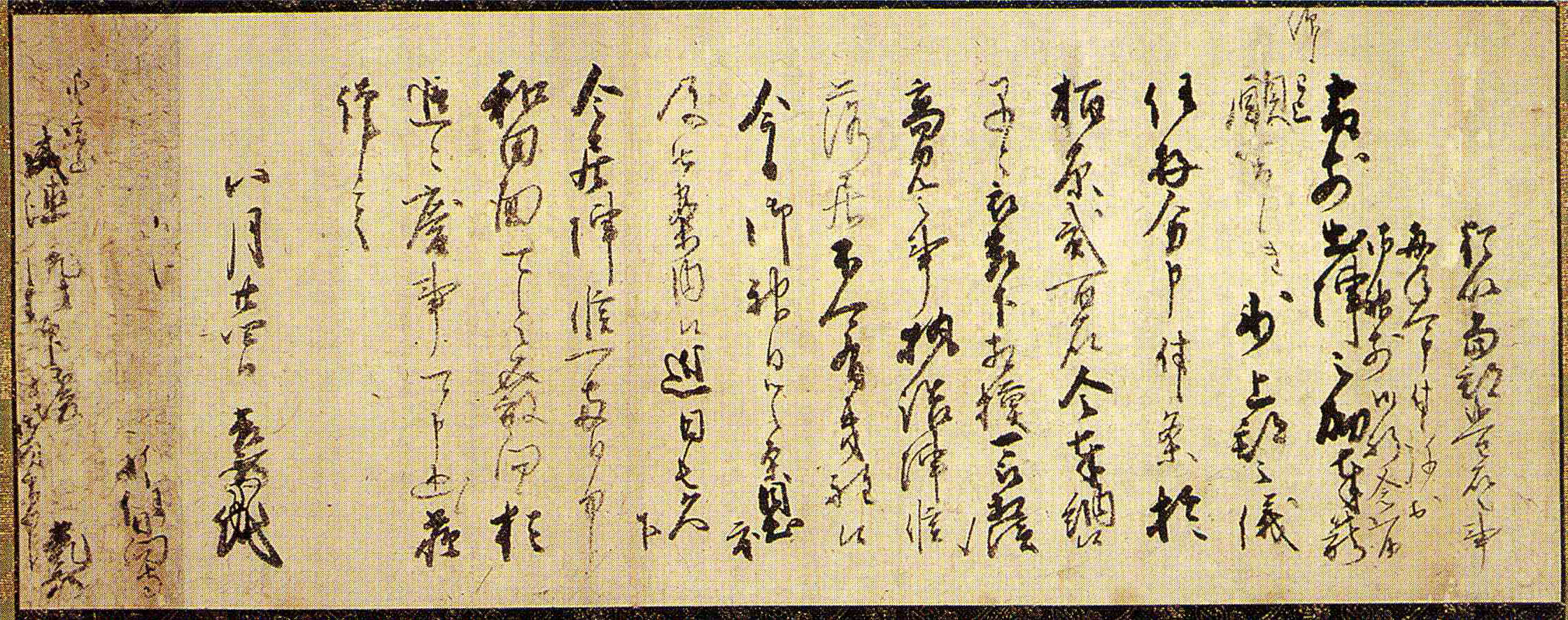
明智光秀書状 / 安土城考古博物館所蔵

これは黒井城落城15日後の8月24日付けで、戦勝祈願した京都の威徳院へ送った書状である。内容は、勝利することができたので約束通り200石を奉納すると伝えている。また、文中には赤井忠家の居城であったと思われている高見城がまもなく落城し、一両日中には和田方面に進軍するという記載がある。神仏を重んじ、生真面目な光秀の性格をうかがわせる書状となっている。書状の中段に「高見之事、執詰陣候、」という記載も見受けられる。
上記書状のように若干の反対勢力との小規模な戦闘や和睦などを片付けて、光秀、細川藤孝らは10月24日に安土城に凱旋し、織田信長に拝謁して丹波平定の仔細について報告。翌天正8年（1580年）に信長は丹波を光秀に、丹後を藤孝に与えることになった。

## 逸話
第一次黒井城の戦いで、全国的に荻野直正の異名「丹波の赤鬼」が有名になる。この赤鬼の赤は赤井直正と関係があると推測される。それ以外にも、この頃より揃い鎧を着けて戦う習慣が始まっているので、直正軍もお揃いの赤い鎧を着用していたのではないかと推察されている。
羽柴秀吉の家臣の脇坂安治（龍野城主）が、天正6年1月に病床にあった直正を訪ね開城降伏を進言したが、この説得には応じなかった。しかし、その好意に謝して「貂（てん）の皮」を安治に与え、以後龍野神社の宝物となったといわれる。